# Walter Strobelt
Walter „Bobby“ Strobelt (* 26. Juni 1962 in Garmisch-Partenkirchen) ist ein ehemaliger deutscher Eishockeyspieler.

## Karriere
Der Torwart wurde im Nachwuchsbereich des SC Riessersee ausgebildet und rückte im Sommer 1980 in den Kader der Bundesligamannschaft auf, für die er bis zu seinem Abgang drei Jahre später insgesamt 16 Bundesligaspiele absolvierte. Strobelt wechselte im Sommer 1983 zum EC Bad Nauheim in die drittklassige Oberliga Nord. Ohne Punktverlust sicherten sich die Hessen in der Saison 1983/84 die Meisterschaft, bevor sich die Mannschaft in der folgenden Relegation zur 2. Bundesliga durchsetzen konnten. Nach dem erfolgreichen Klassenerhalt in der folgenden Saison 1984/85 kehrte Strobelt nach Bayern zurück und schloss sich dem Zweitligaaufsteiger VfL Waldkraiburg an. Zwar schlossen die Waldkraiburger die Saison 1985/86 als Tabellenletzter ab, schafften dann aber in der Relegationsrunde den Klassenerhalt. 
Strobelt wechselte daraufhin zur Herforder EG in die viertklassige Regionalliga West. Mit den Ostwestfalen wurde er Vizemeister hinter dem EHC Westfalen Dortmund und schaffte dann den Aufstieg in die Oberliga Nord. Allerdings kehrte Strobelt wieder nach Bayern zurück, wo er sich der EA Schongau anschloss. Mit seiner neuen Mannschaft wurde Strobelt abgeschlagener Tabellenletzter der Oberliga Süd in der Saison 1987/88 und konnte den Abstieg in die Regionalliga nicht verhindern. Dort hütete Strobelt das Schongauer Tor bis zu seinem Karriereende im Jahre 1997.

## Erfolge
- Meister der Oberliga Nord: 1984